# Chris Chalk
Christopher Eugene (Chris) Chalk (Asheville, 7 december 1986) is een Amerikaans acteur.

## Biografie
Chris Chalk werd in 1986 geboren in Asheville (North Carolina). Hij groeide op zonder zijn biologische vader. Hij studeerde in 2004 af aan Asheville High School en ging daarna naar de Universiteit van North Carolina in Greensboro.
Chalk is sinds 2017 getrouwd met actrice Kimberly Dalton Mitchell.

## Carrière
In de jaren 2000 vertolkte Chalk diverse kleine rollen in films en series als Rent (2005), Before the Devil Knows You're Dead (2007), Law & Order: Special Victims Unit (2009) en The Good Wife (2009).
In 2010 werkte hij op Broadway met Denzel Washington en Viola Davis samen aan de theaterproductie Fences. Het toneelstuk van August Wilson werd nadien ook verfilmd door Washington en Davis.
In de jaren 2010 brak hij door met terugkerende rollen in series als Homeland (2011–2013), The Newsroom (2012–2014), Gotham (2015–2019) en When They See Us (2016). Daarnaast had hij ook bijrollen in bekende films als 12 Years a Slave (2013), Detroit (2017) en Godzilla vs. Kong (2021).

## Filmografie

### Film
- Rent (2005)
- The Architect (2006)
- Before the Devil Knows You're Dead (2007)
- Being Flynn (2012)
- 12 Years a Slave (2013)
- Burning Blue (2013)
- Lila & Eve (2015)
- Come and Find Me (2016)
- Detroit (2017)
- The Red Sea Diving Resort (2019)
- Godzilla vs. Kong (2021)

### Televisie
- Rescue Me (2006)
- The Good Wife (2009)
- Law & Order: Special Victims Unit (2009)
- Law & Order: Criminal Intent (2010)
- Person of Interest (2011)
- Justified (2013)
- Homeland (2011–2013)
- Sons of Anarchy (2014)
- The Newsroom (2012–2014)
- Gotham (2015–2019)
- Complications (2015)
- The Blacklist (2016)
- Underground (2016–2017)
- When They See Us (2019)
- Perry Mason (2020)